# Electorat de Saxònia
L'Electorat de Saxònia (Kurfürstentum Sachsen) fou un antic principat alemany format a partir del ducat de Saxònia-Wittenberg després de la dieta de Nuremberg, en la qual l'Emperador Carles IV de Luxemburg establí l'organització del Sacre Imperi Romanogermànic per mitjà de la Butlla d'Or de 1356. Aquest document va concedir als ducs ascanis de Saxònia-Wittenberg el privilegi electoral, és a dir, tindrien vot en la Dieta Imperial per a triar als nous emperadors.

## Història
Els ascans conservarien el ducat fins a la mort sense descendència d'Albert IV en 1423, pel que l'emperador Segimon I l'hi va concedir a Frederic IV de Meissen, de la casa Wettin, per la seua ajuda en les Guerres hussites, i aquest ho va agregar als seus amplis dominis fent de l'Electorat de Saxònia un important estat. En la divisió dels territoris dels Wettin en 1485 (Divisió de Leipzig), l'electorat estava enquadrat en l'herència d'Ernest (línia Ernestina). No obstant això, el territori va passar a la línia Albertina quan Joan Frederic I el Magnànim es va unir a la Lliga d'Esmalcalda en contra de l'emperador Carles V del Sacre Imperi Romanogermànic, que va derrotar a la lliga en la batalla de Mühlberg el 1547, arrabassà l'electorat a Joan Frederic i l'hi va lliurar al seu aliat el duc Maurici del Ducat de Saxònia-Meissen per la Capitulació de Wittenberg.
L'elector August va ser un luterà intransigent que va desenvolupar l'economia local i va promulgar les Constitucions de 1572, primera legislació constitucional d'Alemanya. No obstant això, els seus successors es van anar acostant en el segle xvii al partit catòlic i, per tant, a Àustria. Encara que al principi l'elector Joan Jordi I s'alià amb Gustau Adolf de Suècia, prompte va canviar de bàndol i va arribar a un acord amb l'emperador Ferran II, que en el tractat de Praga de 1635 li cedí Lusàcia. L'electorat va esdevenir l'escenari de la Guerra dels Trenta Anys, acabant devastat i despoblat.
A principis del segle xviii, l'electorat havia recuperat la prosperitat, i l'elector Frederic August I rivalitzà amb Brandenburg en el domini d'Alemanya. Convertit al catolicisme, es va enfrontar a Carles XII de Suècia en la Gran Guerra del Nord pel tron de Polònia, el que va dur a la conquesta de Saxònia pels suecs en 1706. Frederic August convertí la capital, Dresden, en una de les ciutats més belles d'Europa i va introduir en Meissen la indústria de les porcellanes. Frederic August II es va alinear amb Àustria en contra de Prússia, el que va originar els desastres de la Guerra dels Set Anys en la que després de la batalla de Lobositz de l'1 d'octubre de 1756, Maximilian Ulysses Browne es va retirar per unir-se amb un exèrcit saxó aïllat a la fortalesa de Pirna on va quedar assetjat pels prussians, que van ocupar Saxònia. L'exèrcit saxó es va rendir el 14 d'octubre, i va ser incorporat per la força a l'exèrcit prussià. Saxònia es ret el 15 d'octubre, un dia després d'haver-se rendit l'exèrcit saxó. Tot i això, Saxònia va aconseguir de retardar la campanya prussiana. Amb la derrota, Frederic August va perdre el tron polonès. Saxònia va tornar a recuperar-se amb Frederic August III; l'exèrcit va passar de 18.000 a 30.000 soldats, i en general va participar de la política prussiana. Es va veure obligat a entrar en la Quarta Coalició antifrancesa durant la revolució, però després de la derrota en la batalla de Jena (1806) contra Napoleó, concertà la pau amb França i li va ser atorgat el títol real per l'Emperador, formant-se el Regne de Saxònia.